# Celso Kamura
Celso Kamura (Bela Vista do Paraíso, 26 de março de 1959) é um colorista, cabeleireiro e maquiador brasileiro. Possui mais de trinta anos de atuação no ramo da beleza, sendo conhecido por cuidar do visual de várias personalidades do país. Divide seu trabalho semanal com atuação nas três unidades da C.Kamura, sendo esta uma rede de cabeleireiros de propriedade do mesmo, da qual provém sua linha de maquiagem.

## Carreira
Celso Kamura é responsável pelo cabelo de várias celebridades brasileiras, atuantes em áreas diversas. Nomes como os de Angélica, Grazi Massafera, Patrícia Poeta, Marta Suplicy, Ana Hickmann e da ex-presidente Dilma Rousseff aparecem entre suas clientes mais conhecidas.
Possuindo forte identidade de moda nos seus trabalhos Celso Kamura assina, junto com sua equipe, os desfiles de celebridades nas semanas de moda em São Paulo. Também participa de workshops e colabora em editoriais de moda e beleza publicados em renomadas revistas da área no país.

### SalõesC.Kamura
A C.Kamura é uma rede de salões criada e administrada pelo Celso Kamura. Possui atualmente três unidades, sendo elas localizadas nas cidades de São Paulo (nos Jardins), Campinas (no Galleria Shopping) e Rio de Janeiro (no Shopping Village Mall). Esta rede possui uma unidade econômica, a C.Kamura Express, localizada na capital paulista (no bairro de Moema).
Esta marca possui uma publicação própria, que visa apresentar novidades e tendências da estação em maquiagem e cabelo a sua clientela, além de novidades nos serviços oferecidos nas unidades C.Kamura. Junto a Intense Care, uma linha de produtos é desenvolvida atualmente a partir desta marca.

### Indicações e homenagens
Celso Kamura concorreu ao Prêmio Cabelos&Cia de melhor cabeleireiro na sua sexta edição, referente a 2015, obtendo a segunda colocação na categoria. Em 2013, Kamura foi homenageado durante a 18ª edição do Prêmio Avon de Maquiagem, além de ter sido premiado como melhor profissional de beleza pela revista Quem Acontece em sua sexta edição.